# Ралли Сан-Ремо 1972
Ралли Сан-Ремо 1972 года (официально Rallye Sanremo 1972) — седьмой этап международного чемпионата по ралли для производителей 1972 года (IMC, International Championship for Manufacturers), проходивший на этот раз не в марте, а осенью: с 22 по 25 октября. Это 12-е Ралли Сан-Ремо в истории. Этап проходил на смешанном асфальтово-гравийном покрытии, общая протяженность гоночной дистанции составила 318 км. На старт вышло 69 экипажей и 13 из них финишировали.ми
Амилькар Баллестьери добился своего наилучшего результата в карьере. Эта победа так и осталась для него единственной на столь крупном соревновании.
На Ралли Сан-Ремо 1972 года было наибольшее представительство итальянских гонщиков  в топ-10 за всё время, что этап входил в расписание международного чемпионата для ралли-производителей и также чемпионата мира: только Хакан Линдберг был не "домашним" пилотом. По восемь итальянцев финишировало в топ-10 на этом этапе в 1974 и 1976 годах.

## Результаты

### Турнирная таблица
| Место | Пилот                | Штурман                  | Автомобиль                 | Зач. произ. |
| ----- | -------------------- | ------------------------ | -------------------------- | ----------- |
| 1     | Амилькар Баллестьери | Арнальдо Берначчини      | Lancia Fulvia 1.6 Coupé HF | 20          |
| 2     | Серджио Барбасио     | Пьеро Содано             | Lancia Fulvia 1.6 Coupé HF |             |
| 3     | Хакан Линдберг (фр.) | Хельмут Эйсендль         | Fiat 124 Spider            | 12          |
| 4     | Джулио Бизулли       | Артуро Занукколи         | Fiat 124 Spider            |             |
| 5     | Лючиано Тромботто    | Джузеппе Занчетти        | Fiat 124 Spider            |             |
| 6     | Джанни Боззетти      | Пьер-Паоло Мишиатти      | Lancia Fulvia 1.6 Coupé HF |             |
| 7     | Джакомо Пелганта     | Мауро Маннини            | Lancia Fulvia 1.6 Coupé HF |             |
| 8     | Альфредо Фаньола     | Андреа Уливи             | Fiat 125 S                 |             |
| 9     | Лючиано Корино       | Пьер-Анджело Риго        | Fiat 125 S                 |             |
| 10    | Сальваторе Брай      | Роберто "Rudy" Дальпоццо | Opel Kadett                | 1           |

### Сходы
Неполный список
| Пилот             | Штурман           | Автомобиль          | Причина         |
| ----------------- | ----------------- | ------------------- | --------------- |
| Уве Андерссон     | Арне Герц         | Alpine-Renault A110 | Коробка передач |
| Сандро Мунари     | Марио Маннуччи    | Lancia Fulvia 1.6   | Дифференциал    |
| Жан Раньотти      | Жан-Пьер Руже     | Lancia Fulvia       | Карданный вал   |
| Жан-Люк Терье     | Клод Рур          | Alpine-Renault A110 | Коробка передач |
| Альчиде Паганелли | Нинни Руссо       | Fiat 124 Spider     | Коробка передач |
| Харри Чельстрём   | Гуннар Хёггбом    | Lancia Fulvia       | Тормоза         |
| Симо Лампинен     | Сёльве Андреассон | Lancia Fulvia 1.6   | Масляный фильтр |
| Маурицио Верини   | Бруно Скабини     | Fiat 124 Spider     | Авария          |

## Положение в чемпионате после этапа
Зачёт производителей
|   | Место | Производитель | Очки |
| - | ----- | ------------- | ---- |
|   | 1     | Lancia        | 87   |
| 1 | 2     | Fiat          | 55   |
| 1 | 3     | Porsche       | 53   |
|   | 4     | Saab          | 32   |
|   | 5     | / Ford        | 28   |
|   | 6     | Datsun        | 26   |
|   | 7     | BMW           | 22   |
|   | 8     | Opel          | 21   |